# GTP-Austauschfaktoren
Bei einem GTP-Austauschfaktor (engl. Guanosine triphosphate Exchange Factor, GEF) handelt es sich um ein Signalprotein, das auf ein G-Protein derart einwirkt, dass dieses ein gebundenes GDP gegen ein GTP austauscht. In den meisten Fällen wird das G-Protein somit aktiviert und wirkt auf verschiedene Effektoren. Der Gegenspieler der GTP-Austauschfaktoren sind die GTPase-aktiverenden Proteine (engl. GTPase-activating proteins, GAP), welche die GTPase-Aktivität des G-Proteins aktivieren (wodurch dieses das gebundene GTP unter Abspaltung eines Phosphat-Restes zu GDP hydrolysiert).
Die GTP-Austauschfaktoren spielen bei vielen biochemischen Prozessen eine wichtige Rolle, da ohne sie keine Aktivität der G-Proteine vorhanden wäre. Diese wiederum spielen bei sehr vielen Signaltransduktionswegen eine entscheidende Rolle. Beispiel für G-Proteine, die einen GTP-Austauschfaktor brauchen, um funktionieren zu können, sind Proteine der Ras-Familie, sämtliche heterotrimere G-Proteine wie Gs, Gi, Gq und Golf. Im Menschen sind etwa 150 GTP-Austauschfaktoren bekannt.